# Souligné-sous-Ballon
Souligné-sous-Ballon és un municipi francès situat al departament del Sarthe i a la regió de País del Loira. L'any 2007 tenia 1.174 habitants.

## Demografia

### Població
El 2007 la població de fet de Souligné-sous-Ballon era de 1.174 persones. Hi havia 422 famílies de les quals 69 eren unipersonals (32 homes vivint sols i 37 dones vivint soles), 142 parelles sense fills, 199 parelles amb fills i 12 famílies monoparentals amb fills.
La població ha evolucionat segons el següent gràfic:
Habitants censats

### Habitatges
El 2007 hi havia 463 habitatges, 425 eren l'habitatge principal de la família, 17 eren segones residències i 20 estaven desocupats. 456 eren cases i 5 eren apartaments. Dels 425 habitatges principals, 357 estaven ocupats pels seus propietaris, 62 estaven llogats i ocupats pels llogaters i 6 estaven cedits a títol gratuït; 4 tenien una cambra, 17 en tenien dues, 64 en tenien tres, 107 en tenien quatre i 233 en tenien cinc o més. 329 habitatges disposaven pel capbaix d'una plaça de pàrquing. A 153 habitatges hi havia un automòbil i a 249 n'hi havia dos o més.

### Piràmide de població
La piràmide de població per edats i sexe el 2009 era:
| Homes | Edats   | Dones |
| ----- | ------- | ----- |
| 0     | 95 o +  | 0     |
| 0     | 90 a 94 | 0     |
| 0     | 85 a 89 | 8     |
| 0     | 80 a 84 | 8     |
| 8     | 75 a 79 | 20    |
| 24    | 70 a 74 | 16    |
| 24    | 65 a 69 | 16    |
| 28    | 60 a 64 | 24    |
| 4     | 55 a 59 | 20    |
| 28    | 50 a 54 | 20    |
| 40    | 45 a 49 | 32    |
| 52    | 40 a 44 | 32    |
| 28    | 35 a 39 | 56    |
| 40    | 30 a 34 | 32    |
| 40    | 25 a 29 | 40    |
| 24    | 20 a 24 | 28    |
| 36    | 15 a 19 | 52    |
| 48    | 10 a 14 | 44    |
| 28    | 5 a 9   | 48    |
| 44    | 0 a 4   | 24    |

## Economia
El 2007 la població en edat de treballar era de 766 persones, 607 eren actives i 159 eren inactives. De les 607 persones actives 572 estaven ocupades (316 homes i 256 dones) i 35 estaven aturades (15 homes i 20 dones). De les 159 persones inactives 62 estaven jubilades, 58 estaven estudiant i 39 estaven classificades com a «altres inactius».

### Ingressos
El 2009 a Souligné-sous-Ballon hi havia 430 unitats fiscals que integraven 1.152,5 persones, la mediana anual d'ingressos fiscals per persona era de 18.085 €.

### Activitats econòmiques
Dels 25 establiments que hi havia el 2007, 1 era d'una empresa alimentària, 2 d'empreses de fabricació d'altres productes industrials, 6 d'empreses de construcció, 2 d'empreses de comerç i reparació d'automòbils, 1 d'una empresa de transport, 1 d'una empresa d'hostatgeria i restauració, 1 d'una empresa d'informació i comunicació, 1 d'una empresa financera, 1 d'una empresa immobiliària, 7 d'empreses de serveis i 2 d'empreses classificades com a «altres activitats de serveis».
Dels 7 establiments de servei als particulars que hi havia el 2009, 3 eren guixaires pintors, 1 lampisteria, 1 electricista, 1 empresa de construcció i 1 perruqueria.
Dels 2 establiments comercials que hi havia el 2009, 1 era una fleca i 1 una carnisseria.
L'any 2000 a Souligné-sous-Ballon hi havia 20 explotacions agrícoles que ocupaven un total de 873 hectàrees.

## Equipaments sanitaris i escolars
El 2009 hi havia una escola elemental.

## Poblacions més properes
El següent diagrama mostra les poblacions més properes.